# Должа (Витебский район)
До́лжа (бел. До́ўжа) — деревня в Витебском районе Витебской области Республики Беларусь. В составе Мазоловского сельсовета.

## География
Агрогородок расположен в 12 км на север от Витебска на автодороге Р115 Витебск—Городок.
С востока от деревни железнодорожная линия с остановочным пунктом «Должа», за ним деревня Коновалово.

### Гидрография
Должа расположена на берегах озёр Со́сна и Бутыки (Бутыка). На северной окраине Должи протекает река Должанка из озера Цыганово в озеро Бутыки (или дальше в Барановское?).

## История
В 1597 году 9 дворов. Владение Храповицких.
В 1623 году собственность Анны Храповицкой, жены земянина.
Согласно Плану Генерального межевания Витебского уезда 1785 года эта местность входила в состав очень большого имения «Путилово». В имении дворов 340, по ревизии мужескеска пола душ 2363, женщин 2296, всего земли 21742 десятин. Владения старосты Рогачевскаго и Кавалера Графа Михайлы Казимировича Потея. Река Храповлянка называлась тогда «Должанкой».

### Имение «Должа»
В 1800 году существовало уже отдельное имение «Должа», владел которым тайный советник Петр Иванович Северин Белорусский губернатор в короткий период: 3 июня 1800 — 29 декабря 1800. В составе имения было 12 деревень.
Возможно, раздел имения «Путилово» был связан с тем, что 29 января 1799 года Павел I велел взять все имения графа Александра Михаила Поцея в секвестр для удовлетворения заимодавцев, которым Поцей задолжал 1 млн. 200 тыс. руб. серебром под залог 2304 душ. Всего он был лишен более чем 14290 крестьянских душ. Это был племянник Михаила Поцея и соправитель многих имений.
После того, как Петр Иванович Северин покинул Витебск, в 1808 году имение «Должа» было собственностью г-на Реута.

### 1808. Пансион Г. Шретера
Вероятно, Г. И. Шретер, который преподавал в Витебском народном училище (перенесено из Полоцка в Витебск в 1797 году) французский язык.
Опытный педагог, преподавал некоторые науки и правила российского, французского и немецкого языков по собственным рукописям.
19 пансионеров мужского пола, в том числе 2 сына Г. Шретера. 1 мещанин, 16 дворян и сверх того 4 девицы.
Г. Шретер получал в год по 150 руб. ассигнациями с человека.
Разделенные на 2 класса ученики обучались: российскому, польскому, французскому и немецкому языкам; Катехизису, Нравственности, Истории, Географии, Арифметике, Геометрии, начальным правилам Физики, гражданской и военной архитектуры и рисованию.
День говорят и пишут на французском языке, на следующий день на немецком.

Из рапорта члена главного училищ правления камер-юнкера графа, обозревавшего в сем году училища в Могилёвской и Витебской губерниях. 1808:
Прочия науки, как то: История, География и Физика кратко, однако не без пользы преподаются. Ученики сего пансиона наиболее преуспели в чистописании и рисовании. Г. Шретер, сам совершенно искусен в сем последнем художестве, в чем также и сыновья его отличаются.
Согласно купчей крепости, с 1809 года имением «Должа» владел Станислав Богомолец (1777/1778 – 1852).
Всего в Витебском уезде за С. П. Богомольцем числилось 284 крестьянских ревизских душ.
В 1836 году в имении «Должа» 254 ревизские души. Усадебный дом деревянный двухэтажный на каменном фундаменте. 2 ледника. мельница, оранжерея, домашняя каплица. 2 корчмы на почтовой дороге. Хлебозапасный магазин. 2 фруктовых сада.
В 1846 году в имении 13 деревень, в которых 60 дворов, 450 жителей.
В 1848 году вместо старой дороги на Городок был построен новый прямой почтовый тракт на Санкт-Петербург (до этого главная дорога на Витебск из Санкт-Петербурга шла через Сураж).
Витебская губерния. Военно-статистическое обозрение Российской империи. 1852 год. с. 66:
На 9 версте от Витебска сворачивает право бывшая почтовая дорога, которая близь мызы Должи, опять выходит на шоссе; за Должею в 3 местах, эта дорога пересекает шоссе, а от кор. Юрковичи до Городка тянется с правой стороны шоссейной дороги. Дорога эта для проезда неудобна, по причине изрытой ручьями местности и дурных мостов. В настоящее время, по ней прогоняют летом гурты рогатого скота из Украины в Санкт-Петербург.
В 1860 году в имении Должа у Евг. Клем. Келиша было крепостных людей мужского пола: 160 крестьян и 15 дворовых. У крепостных было 51 двор и 48,5 дес. усадебной земли (0,30 дес. на душу).
В период 9 августа 1866 г. — 27 марта 1867 г. временнообязанные крестьяне выкупали земельные наделы у Келпша Е. К. имения Должа, кроме того 9 августа 1866 г. — 26 мая 1866 г. крестьянами проводился выкуп у Клодницкого П. К.
В 1878 году имением Должа владел Шеплер (купец, лютеранин). 3026 дес. земли.
В 1906 году в Храповичской волости Витебского уезда Витебской губернии имение Должа, которое, кроме усадьбы на озере Должа (2 двора, 20 мужчин, 22 женщины), включало в себя 14 фольварков и 2 корчмы. Во всех населенных пунктах по 1 двору. Всего земли: 675 дес. удобной, 350 неудобной, 2171 под лесом. Принадлежали дворянину (-нке) О. О. Карнилович (лютер.). Вскоре имение поделили православные дети. Валериан Валентинович Корнилович получил 1458 дес. земли, Владимир Валентинович 833 дес., Виктор Валентинович 833 дес.
25 декабря 1918 года на базе имения организовали сельхоз коммуну «Должа».
В марте 1922 года она была реорганизована в совхоз «Должа». В 1936 году в совхозе 121 рабочий. Имелись столярная мастерская и кузница.
17 июля 1924 года Должа стала центром Долженского сельсовета в составе Северо-Витебского района Витебского округа.
5 декабря 1936 года центр Долженского сельсовета был перенесен в деревню Уголок. Долженский сельсовет существовал до 16 июля 1954, когда вошёл в Боровлянский сельсовет.
В 1936 году деревню объединили с хутором Сосно I, д. Сосно II, д. Сафоново, фольварок Степаново.
В 1939 году сселили в Должу: д. Заречане, фольварок Заручевье, фольварок Зеленовка, хутор Затулово, фольварок Тимоши.
До 1941 года было 11(?) дворов и 328(?) жителей. В июне 1942 года деревня была полностью сожжена карателями, было убито 32 жителя. В сентябре 1942 года во время карательной операции было расстреляно 12 человек. Всех мужчин от 16 до 60 лет угнали в Витебск в концлагерь «5 полк».
На фронте погибло 37 человек, 4 человека в партизанах.
16 июля 1954 года Долженский сельсовет упразднен, территория передана Боровлянскому сельсовету.
22 декабря 1960 года территория Боровлянского сельсовета вошла в состав новообразованного Мазоловского сельсовета.
В 2003 году в Долже 304 домохозяйства, 669 жителей.
По переписи 2009 года проживало 628 человек.
В 2014 году в ней было 330 домохозяйств. Постоянно проживало 702 человека, из них моложе трудоспособного возраста 120, трудоспособного возраста 416, старше трудоспособного возраста 116 человек.
В Долже проводились обследования при составлении регионального словаря «Рэгіянальны слоўнік Віцебшчыны» (издание 2012, 2014).
На 2018 году в Долже 329 домохозяйств, 699 жителей.

## Население

### Численность
- 2018 год — 329 домохозяйств, 699 жителей.

### Динамика
- 2003 год — 304 домохозяйства, 669 жителей.
- 2009 год — 628 жителей (перепись населения)[11].
- 2014 год — 330 домохозяйств, 702 жителя.
- 2018 год — 329 домохозяйств, 699 жителей.

## Инфраструктура
В Должа действуют ОАО «БелВитунифарм» (основано в 1930 году как Витебская биофабрика), стадион, сельский Дом культуры, сельская библиотека и филиал Мазоловской детской школы искусств, детский сад, средняя школа, коммунальное унитарное предприятие по оказанию бытовых услуг «Витрайбыт», баня, врачебная амбулатория, кафе, торговые объекты.
На берегу озера Со́сна вдоль автодороги Р115 устроена зона отдыха: пункт проката лодок, катамаранов, навесов, мангалов, Приозёрный двор «У Ганны».

## Биофабрика
В 1930 году основана Витебская противочумная биофабрика № 5 в посёлке Буяны Долженского сельсовета.
С 1944 года Витебская биофабрика Управления биологической промышленности Министерства сельского хозяйства СССР восстановлена в п. Буяны.
С 1965 года Витебская биофабрика в деревне Должа.

## Остановочный пункт
1 марта 2011 года открыт остановочный пункт Витебского отделения Белорусской железной дороги (линия «Езерище — Витебск», 546.1 км) для поездов региональных линий.

## Культура
- Дом культуры
- Библиотека
- Филиал ГУ «Мазоловская детская школа искусств»
- Музей ГУО "Должанская средняя школа Витебского района"

## Достопримечательность
- Скульптура "Бременские музыканты" около ОАО "БелВитунифарм"

## Известные лица
- Котов, Владимир Андреевич (род. 1958) — белорусский легкоатлет.
- Шляппо, Виталий Петрович (род. 1975) — белорусский и российский сценарист и продюсер.